# 蒋黔贵
蒋黔贵（1941年12月—），江苏南京人。中华人民共和国政治人物。
任国务院经济贸易办公室企业司副司长，国家经济贸易委员会企业司司长，国家经济贸易委员会副秘书长兼企业司司长，国家经济贸易委员会秘书长，国家经济贸易委员会副主任。后任中国企业联合会执行副会长。